# El pueblo más divertido de España
El pueblo más divertido fue un programa de televisión español de La 1 de Televisión Española que comenzó a emitirse el 9 de junio de 2014 y finalizó el 2 de septiembre de 2014. En él, diversos pueblos de la geografía española compiten entre sí mediante pruebas y juegos veraniegos para llevarse 100.000 euros y la victoria de su pueblo. El concurso fue presentado por Millán Salcedo y Mariló Montero.

## Mecánica
22 municipios de todas las comunidades autónomas de España apadrinados por un famoso que lo defiende, compiten entre sí en pruebas de ingenio y habilidad y los diferentes pueblos muestran además sus tradiciones, personajes curiosos, historias y leyendas, anécdotas, apodos, fiestas, gastronomía o canciones populares.

## Pruebas
PRIMERA FASE
•Bienvenido a.... Prueba de presentación.
•Terremote. El contrincante adivina los motes del otro pueblo mediante pistas.
•La voz del pueblo. Adaptan canciones a favor de su pueblo describiendo la vida allí.
•M'eslomo: Hacer una tarta divertida por una cinta de correr.
•Paracetagol. Juegan un partido de fútbol pero con unas gafas mareantes.
•Cerdito lindo. Vestidos de cerdos, deben comer más esponjitas que su rival.
•No traje traje. Un vecino debe vestir a otro graciosamente según el tema elegido (boda,comunión, etc)
•Lo mejor de cada casa. Presentan personajes divertidos del pueblo.
•Soy Millán ¿sabes? (SMS). Misma mecánica que en Lo mejor de cada casa, pero Millán Salcedo es presentado como si fuera un consultorio.
•Las coplillas. Prueba en la que Millán Salcedo y Josema Yuste cantaban describiendo los pueblos a lo Paco Valladares. Se realizó a modo de sketch debido al reencuentro de Martes y Trece.
•El Bromazo. El padrino hace una broma de cámara oculta a un habitante de su pueblo.
•Cantarranas. Vestidos de ranas y con un forzudo detrás, cantan una canción conocida mientras le estampan comida.
•El alegato. El padrino debe dar un discurso a favor de su pueblo.
•Pueblovisión. Fue la prueba de la Gran Final. Los 12 pueblos realizaron un videoclip y entre ellos debían votarse como en Eurovision para escoger al ganador.
SEGUNDA FASE
•Chistobogan. Los habitantes deben contar chistes de un tema a la vez que se tiran por un tobogán.

## Equipo

### Presentadores
- Mariló Montero (2014)
- Millán Salcedo (2014)

### Jurado
- Eduardo Gómez (2014)
- Melani Olivares (2014)
- Mario Vaquerizo (2014)
- Carolina Ferre (2014)
- Lolita Flores (2014)

## Temporada 1 (2014)
Pueblos participantes
| Equipo rojo                                          | Equipo azul                                       | Resultado |
| Alcubillas (Ciudad Real) - Ana Morgade               | Caspe (Zaragoza) - Manolo Royo                    | 16-14     |
| San Adrián (Navarra) - Carlos Chamarro               | Balboa (León) - Llum Barrera                      | 20-12     |
| Chaioso* (Orense) - Flipy                            | Alanís (Sevilla) - Las Virtudes                   | 15-16     |
| Blanca (Murcia) - Yolanda Ramos                      | Bigastro (Alicante) - El Sevilla                  | 17-13     |
| Teverga (Asturias) - Edu Soto                        | Agaete (Gran Canaria) - Felisuco                  | 14-15     |
| Las Masías de Voltregá (Barcelona) - Silvia Abril    | Arroyo de San Serván (Badajoz) - Miki Nadal       | 10-16     |
| Berantevilla (Álava) - David Fernández               | Novales (Cantabria) - Eduardo Aldán               | 9-14      |
| El Gastor (Cádiz) - Señor Barragán                   | Calasparra (Murcia) - Leo Harlem                  | 14-12     |
| La Matanza de Orihuela (Alicante) - Secun de la Rosa | Alberite (La Rioja) - Pablo Carbonell             | 17-18     |
| Cadalso de los Vidrios (Madrid) - Josema Yuste       | Estellenchs (Mallorca) - La Terremoto de Alcorcón | 15-19     |
| Candeleda (Ávila) - Berta Collado                    | Alfaro (La Rioja) - Luis Larrodera                | 9-7       |

GRAN FINAL
| Equipo rojo                            | Equipo azul                            | Equipo verde                    | Equipo amarillo                 | Equipo lila                      | Equipo naranja                              | Equipo gris                         | Equipo blanco                      | Equipo negro                          | Equipo marrón                                     | Equipo rosa                       | Resultado |
| Alcubillas (Ciudad Real) - Ana Morgade | San Adrián (Navarra) - Carlos Chamarro | Alanís (Sevilla) - Las Virtudes | Blanca (Murcia) - Yolanda Ramos | Agaete (Gran Canaria) - Felisuco | Arroyo de San Serván (Badajoz) - Miki Nadal | Novales (Cantabria) - Eduardo Aldán | El Gastor (Cádiz) - Señor Barragán | Alberite (La Rioja) - Pablo Carbonell | Estellenchs (Mallorca) - La Terremoto de Alcorcón | Candeleda (Ávila) - Berta Collado |           |

### Clasificación general
| N.º | Pueblo               | C. Autónoma        | Padrino                  | Pts. |
| --- | -------------------- | ------------------ | ------------------------ | ---- |
| 01  | Alanís               | Andalucía          | Las Virtudes             | 39   |
| 02  | Novales              | Cantabria          | Eduardo Aldán            | 29   |
| 03  | Chaioso              | Galicia            | Flipy                    | 28   |
| 04  | El Gastor            | Andalucía          | Señor Barragán           | 28   |
| 05  | Alberite             | La Rioja           | Pablo Carbonell          | 27   |
| 06  | Alcubillas           | Castilla-La Mancha | Ana Morgade              | 25   |
| 07  | San Adrián           | Navarra            | Carlos Chamarro          | 24   |
| 08  | Estellenchs          | Islas Baleares     | La Terremoto de Alcorcón | 23   |
| 09  | Agaete               | Islas Canarias     | Felisuco                 | 22   |
| 10  | Arroyo de San Serván | Extremadura        | Miki Nadal               | 19   |
| 11  | Blanca               | Murcia             | Yolanda Ramos            | 18   |
| 12  | Candeleda            | Castilla y León    | Berta Collado            | 15   |

- Chaioso llegó a la final al ser repescado por el programa

## Episodios y audiencias
| Temporada | Temporada | Episodios | Estreno            | Final                   | Audiencia media | Audiencia media | Audiencia media |
| Temporada | Temporada | Episodios | Estreno            | Final                   | Espectadores    | Cuota           |                 |
| --------- | --------- | --------- | ------------------ | ----------------------- | --------------- | --------------- | --------------- |
|           | 1         | 13        | 9 de junio de 2014 | 2 de septiembre de 2014 | 547 000         | 4,8%            |                 |

### Temporada 1 (2014)
| Fecha              | Características del Programa                         | Espectadores | Share |
| ------------------ | ---------------------------------------------------- | ------------ | ----- |
| 09/06/2014         | Programa 1 / Presentación de pueblos                 | 1 407 000    | 8,0%  |
| 16/06/2014         | Programa 2 / Caspe vs. Alcubillas                    | 1 362 000    | 7,0%  |
| 23/06/2014         | Programa 3 / San Adrián vs. Balboa                   | 1 014 000    | 6,5%  |
| 01/07/2014         | Programa 4 / Alanís vs. Chaioso                      | 804 000      | 5,9%  |
| 08/07/2014         | Programa 5 / Blanca vs. Bigastro                     | 726 000      | 5,2%  |
| 15/07/2014         | Programa 6 / Teverga vs. Agaete                      | 258 000      | 3,5%  |
| 22/07/2014         | Programa 7 / Arroyo de San Serván vs. Voltregá       | 257 000      | 3,3%  |
| 29/07/2014         | Programa 8 / Berantevilla vs. Novales                | 296 000      | 4,2%  |
| 05/08/2014         | Programa 9 / El Gastor vs. Calasparra                | 274 000      | 3,6%  |
| 12/08/2014         | Programa 10 / La Matanza de Orihuela vs. Alberite    | 198 000      | 4,1%  |
| 19/08/2014         | Programa 11 / Cadalso de los Vidrios vs. Estellenchs | 184 000      | 4,4%  |
| 26/08/2014         | Programa 12 / Candeleda vs. Alfaro                   | 258 000      | 4,1%  |
| 02/09/2014         | Programa 13 / Gran Final / Ganador: Alanís           | 70 000       | 2,1%  |
| Media de temporada | Media de temporada                                   | 547 000      | 4,8%  |

## PalmarésEl pueblo más divertido

### El pueblo más divertido: Ediciones
| Edición                 | Fecha | Ganador | Subcampeón | Tercero             |
| ----------------------- | ----- | ------- | ---------- | ------------------- |
| El pueblo más divertido | 2014  | Alanís  | Novales    | Chaioso / El Gastor |